# Rețeaua S
Rețeaua S, menționat în unele surse ca Rețeaua „S”, este un film polițist românesc din 1980, regizat de Virgil Calotescu. Rolurile principale sunt interpretate de Radu Beligan, Gheorghe Dinică, George Motoi, Florin Piersic și Valeriu Dogaru.

## Distribuție
- Radu Beligan — col. Marin Dumitrescu, ofițer superior de securitate, comandantul operațiunii
- Gheorghe Dinică — Eugen Panait, cetățean străin originar din România, agent al unei rețele de spionaj, fost coleg de școală al col. Dumitrescu
- George Motoi — domnul „X”, coordonatorul unei rețele de spionaj din străinătate, interesate de un amplificator energetic
- Florin Piersic — cercetătorul Andrei Zarițchi, cercetător principal la Sectorul N din Institutul nr. 3 / fratele lui Zarițchi, grădinar venit din provincie
- Valeriu Dogaru — cpt. Vlad Zețaru, ofițer de securitate
- Cezara Dafinescu — Magda Deleanu, ofițer de securitate, cercetătoare științifică
- Mihai Mălaimare — lt. Mircea, ofițer de securitate
- Virginia Rogin — Anca Precup, colega de serviciu a lui Zarițchi, colaboratoarea rețelei
- Costel Constantin — plt. Aurel Serafim, subofițer de securitate
- Aurel Iosefini — Mișu Greabăn, fotograf profesionist, autor și traficant de fotografii pornografice, condamnat mai demult pentru viol
- Constantin Diplan — șoferul autocamionului cu tuburi de oxigen
- Vistrian Roman
- Florian Pittiș — tânărul bișnițar (menționat Florian Pitiș)
- Dumitru Rucăreanu — lt. major Ionescu, ofițer de securitate
- Rodica Popescu Bitănescu — bibliotecara Institutului nr. 3 (menționată Rodica Popescu)
- Aurelian Bănică — milițianul de la Serviciul Circulație
- Mihai Constantinescu — operatorul de proiecție al Securității (menționat Mișu Constantinescu)
- Gheorghe Cristescu
- Maria Ștefănescu
- Valeriu Arnăutu — proprietarul Fiatului furat de domnul „X”
- Dumitru Dimitrie
- Florentin Marinescu
- Aurel Mihailopol — fotograful de la parada modei de pe malul lacului Tei
- Ionel Popovici
- Vasile Alexandru
- Cornelia Neagoe
- Petruța Keluș
- Dan Bubulici

## Primire
Filmul a fost vizionat de 1.640.435 spectatori de spectatori în cinematografele din România, după cum atestă o situație a numărului de spectatori înregistrat de filmele românești de la data premierei și până la data de 31 decembrie 2014 alcătuită de Centrul Național al Cinematografiei.